# Comuna Antonivka, Vilneansk
Antonivka (în ucraineană Антонівка) este o comună în raionul Vilneansk, regiunea Zaporijjea, Ucraina, formată din satele Antonivka (reședința), Cervonokozațke, Kolos, Novomîrhorodka, Volodîmîrivka și Zelenîi Hai.

## Demografie
Componența lingvistică a comunei Antonivka
     Ucraineană (93,12%)
     Rusă (5,68%)
     Alte limbi (0,77%)
Conform recensământului din 2001, majoritatea populației comunei Antonivka era vorbitoare de ucraineană (93,12%), existând în minoritate și vorbitori de rusă (5,68%).